# Przypadek Pekosińskiego
Przypadek Pekosińskiego – polski film biograficzny z 1993 roku w reżyserii i na podstawie scenariusza Grzegorza Królikiewicza. Pierwowzorem obrazu był reportaż Romualda Karasia z 1977 roku Nazywam się Pekosiński.
Plenery: Zamość, zoo w Łodzi, Jasna Góra (Częstochowa).

## Opis fabuły
Bronisław Pekosiński (zm. 2 stycznia 2013 w Zamościu) w filmie zagrał samego siebie. Nie wie kim jest i nie ma rodziny. Matka przerzuciła go przez druty obozu w Zwierzyńcu. Znaleziony, najpierw trafił do ochronki w Zwierzyńcu, a następnie do domu dziecka w Zamościu. Nazwisko nadano mu od skrótu PKOS (Polski Komitet Opieki Społecznej), za datę urodzenia przyjęto dzień rozpoczęcia II wojny światowej – 1 września 1939, a imię od imienin przypadających w tym dniu. Pekosiński – alkoholik i degenerat, sparaliżowany po wylewie krwi do mózgu – ma w życiu pasję: szachy, w które gra w sposób mistrzowski. Mimo upokorzeń i wykorzystywania nie traci godności i pogody ducha.

## Obsada aktorska
- Bronisław Pekosiński – on sam
- Maria Klejdysz – Bukowska
- Anna Seniuk – koleżanka Danusia
- Franciszek Trzeciak – sekretarz Jan Kos
- Bronisław Pawlik – sędzia
- Franciszek Pieczka – ksiądz Michalski
- Krzysztof Chamiec – generał Bagno
- Anna Milewska – siostra
- Romuald Karaś – on sam, dziennikarz słuchającego opowieści Pekosińskiego
- Jolanta Rychłowska – koleżanka Stasia
- Aleksander Fogiel – profesor
- Witold Pyrkosz – sekretarz
- Zygmunt Malanowicz – kościelny
- Waldemar Prokopowicz – asystent sekretarza Kosa
- Tomasz Zaliwski – ojciec przełożony
- Włodzimierz Adamski – organizator turnieju szachowego
- Bogusz Bilewski – pracownik PGR-u
- Stanisław Brudny – nauczyciel
- Anna Grzeszczak – Matka Boska
- Ryszard Kotys – Rysio, milicjant-szachista
- Jan Prochyra – dyrektor PGR-u
- Elżbieta Starostecka – Wanda
- Wojciech Walasik – szachista

Źródło: Filmpolski.pl.

## Nagrody i nominacje
- Festiwal Polskich Filmów Fabularnych – Złote Lwy (1993)[1]
- Lubuskie Lato Filmowe w Łagowie – Srebrne Grono (1994)[1]
- Międzynarodowy Festiwal Filmowy w Karlovych Warach – Nagroda Specjalna (1994)[1]